# Stenodema sericans
Stenodema sericans (лат.) — вид клопов-слепняков рода Stenodema из подсемейства Mirinae (Miridae). Западная, Центральная и Южная Европа от Испании до Греции и Польши.

## Описание
Растительноядные клопы удлинённой формы, длина около 8 мм. От близких видов отличается следующими признаками: надкрылья жёлтые, без контрастной маркировки по внутреннему краю; переднеспинка с calli от коричневого до тёмно-коричневого цвета, но без продольных парных тёмно-коричневых полос; задние бёдра без рядов тёмных маркировок и без шипиков.